# Pseudophengodes cincinnata
Pseudophengodes cincinnata är en skalbaggsart som först beskrevs av Wilhelm Ferdinand Erichson 1847.  Pseudophengodes cincinnata ingår i släktet Pseudophengodes och familjen Phengodidae. Inga underarter finns listade i Catalogue of Life.